# Ilan Pittier
Ilan Pittier (* 23. Mai 2003) ist ein Schweizer Skilangläufer.

## Werdegang
Pittier, der für den Ski-club la Vue-des-Alpes startet, nahm von 2019 bis 2023 an U18- und U20-Rennen im Alpencup teil. Zudem belegte er bei den Junioren-Skiweltmeisterschaften 2021 in Vuokatti den 61. Platz im 30-km-Massenstartrennen sowie den 19. Rang im Sprint. In der Saison 2021/22 lief er bei den Junioren-Skiweltmeisterschaften 2022 in Lygna auf den 23. Platz im Sprint und beim Europäischen Olympischen Winter-Jugendfestival im März 2022 in Vuokatti auf den 33. Platz über 10 km Freistil sowie auf den fünften Rang im Sprint. In der folgenden Saison wurde er Schweizer Juniorenmeister im Sprint und errang bei den Junioren-Skiweltmeisterschaften 2023 in Whistler den 11. Platz im Sprint. Zu Beginn der Saison 2023/24 startete er in Ulrichen erstmals im Alpencup, wobei er den sechsten Platz im Sprint errang. Im weiteren Saisonverlauf nahm er in Oberhof erstmals am Weltcup teil, wobei er mit dem 33. Platz im Sprint seine ersten Weltcuppunkte erringen konnte. Beim folgenden Weltcup in Goms kam er mit dem 25. Platz im Sprint erneut in die Punkteränge und wurde bei den U23-Weltmeisterschaften 2024 in Planica Fünfter im Sprint.